# St. Michael (Alaska)
St. Michael – miasto w Stanach Zjednoczonych, w stanie Alaska, w okręgu Nome.